# Neurophyseta disciatralis
Neurophyseta disciatralis là một loài bướm đêm trong họ Crambidae.